# Markaz Dishnā
Markaz Dishnā (arabiska: مركز دشنا) är en region i Egypten.   Den ligger i guvernementet Qena, i den centrala delen av landet, 500 km söder om huvudstaden Kairo.